# Hrastje, Šentjernej
Hrastje je naselje v Občini Šentjernej.